# Yvette Garrabé
Yvette Jeanne Marie Garrabé dite Yvette Garrabé, née le 17 avril 1921 à Castelbiague (Haute-Garonne) et morte abattue le 27 mai 1944 à Saint-Girons (Ariège), est une sténo-dactylo, résistante,  membre du  réseau Gallia. 

## Biographie
Yvette Garrabé est née le 17 avril 1921 à Castelbiague (Haute-Garonne). Elle est la fille de Jean Garrabé, meunier, et d’Antoinette Delort, ménagère. Elle obtient son certificat d’études primaires et exerce comme sténo-dactylo. Elle demeure à Saint-Girons (Ariège) au 9 rue Louise-Morère.

### Résistance française
Yvette Garrabé devient membre du  réseau Gallia des Forces françaises combattantes (FFC),.
Elle assure la réception d’envoyés de Londres largués par avion près de Digoin (Saône-et-Loire), chargés d’organiser des services de renseignements des MUR.

#### Arrestation et mort
Yvette Garrabé  est arrêtée le 25 mai 1944 en même temps que Yves Ouvrieu, responsable régional du service de renseignements du Mouvement de libération nationale. Elle est présentée comme secrétaire alors qu’avec André Guillaumot, également de Saint-Girons, elle est chargée de recevoir Ouvrieu et de le guider pour réorganise les renseignements dans le département.
Ils sont arrêtés par deux hommes se présentant comme des résistants (ils connaissent le mot de passe) qui montent dans le véhicule. Ce sont Philippe Berkane, un Français agent de la police allemande,  et Roger Vidali, un collaborateur membre du Parti populaire français (PPF). Yves Ouvrieu et Yvette Garrabé sont abattus par eux le 27 mai 1944 avenue du Maréchal-Foch à Saint-Girons, à 23 h 15.
Des délateurs auxiliaires de la Sipo-SD de Saint-Girons sont sans doute à l’origine de leur arrestation.

## Honneurs
- Homologuée sous-lieutenant Forces françaises de l'intérieur (FFI)[1]
- Rue Yvette Garrabé à Saint-Girons (Ariège)[3]
- Plaque commémorative à Saint-Girons (Ariège), sur le lieu où elle est abattue avec Yves Ouvrieu[1],[4]